# Альмерія-Чинчилья – Картахена
Альмерія-Чинчилья – Картахена – елемент газотранспортної системи Іспанії.
Ще з 1989 року в Картахені почав роботу термінал для прийому зрідженого природного газу, а з 2002-го регазифікований ресурс стало можливим видавати у західному напрямку до міста Лорка через газопровід довжиною 62 кілометра та діаметром 500 мм. 
В 2011-му ввели в дію споруджений для прямих поставок алжирського ресурсу міждержавний газопровід MEDGAZ, наземним продовженням якого є ділянка Альмерія – Чинчилья. З метою забезпечення маневру ресурсом від траси Альмерія – Чинчилья до Лорки проклали перемичку довжиною 40 кілометрів та діаметром 500 мм. Таким чином, виник інтерконектор між системою MEDGAZ та районом Картагени.
Робочий тиск трубопроводу становить до 8 МПа.